# Gæsahnúkur (bergstopp i Island)
Gæsahnúkur är en bergstopp i republiken Island. Den ligger i regionen Västlandet, 110 km norr om huvudstaden Reykjavík. Toppen på Gæsahnúkur är 528 meter över havet.
Trakten runt Gæsahnúkur är nära nog obefolkad, med mindre än två invånare per kvadratkilometer. Närmaste större samhälle är Búðardalur, omkring 20 kilometer väster om Gæsahnúkur. Trakten runt Gæsahnúkur består i huvudsak av gräsmarker.